# .int
Het topleveldomein .int is een internationaal achtervoegsel van internetdomeinnamen en is voorbehouden aan (websites van) internationale organisaties die bij verdrag zijn opgericht, zoals het Rode Kruis, de NAVO of de organisaties van de Verenigde Naties. 